# Francisco-Javier Lozano
Francisco-Javier Lozano Sebastián (ur. 28 listopada 1943 w Villaverde de Íscar w Hiszpanii) – duchowny katolicki, arcybiskup, nuncjusz apostolski.

## Życiorys
19 marca 1968 otrzymał święcenia kapłańskie i został inkardynowany do archidiecezji Sewilli. W 1970 rozpoczął przygotowanie do służby dyplomatycznej na Papieskiej Akademii Kościelnej. 
9 lipca 1994 został mianowany przez Jana Pawła II pro-nuncjuszem apostolskim w Tanzanii oraz arcybiskupem tytularnym Penafiel. Sakry biskupiej 25 lipca 1994 udzielił mu ówczesny Sekretarz Stanu Angelo Sodano. 
W 1999 został przeniesiony do nuncjatury w Demokratycznej Republice Konga. W 2001 wrócił do Watykanu gdzie został oficjałem w Sekretariacie Stanu.
W 2003 powrócił do służby dyplomatycznej, zostając nuncjuszem apostolskim w Chorwacji. W 2007 został nuncjuszem w Rumunii, jego misja dyplomatyczna obejmowała również Mołdawię.

## Odznaczenia
- Krzyż Wielki Orderu Wiernej Służby (Rumunia, 2016)[1]